# Mathias Klotz
Mathias Klotz Germain (Viña del Mar, 13 de abril de 1965) es un arquitecto chileno.

## Biografía
Después de graduarse de arquitecto en la Universidad Católica (1990), Mathias Klotz se dedicó a proyectar y realizar una serie de viviendas a lo largo de Chile.
Ya en sus primeras obras, su trabajo llamó la atención de los especialistas "por esa combinación entre una precisa técnica y el uso de materiales locales y sencillos. Elegantes cajas a lo largo de la costa de Chile marcaron el inicio de su obra, construcciones que eran resueltas con un uso acertado de materiales como perfiles metálicos estándar, cristalería simple, y piezas de madera de barraca, pero con un resultado que iba más allá de lo que se estaba haciendo en países desarrollados con productos de construcción de alto estándar". Un ejemplo de este tipo de creación es la Casa Klotz, que el arquitecto la construyó para su uso personal, en el balneario costero de Tongoy, que aparece en medio de una naturaleza, "sobre una gran extensión de arena [...] como si se tratara de una caja dejada allí por azar, un refugio solitario frente al Océano Pacífico. El paralelepípedo blanco se recorta claramente sobre el inmenso paisaje lineal. Las marcadas aristas de la casa, a pesar de su predominante horizontalidad, contrastan con la dulzura del paisaje, en el cual la casa parece flotar, ya que está ligeramente sobreelevada".
Ganó el Premio Borromini de Arquitectura en 2001 en la categoría de arquitectos menores de 40 años.
Su trabajo, enraizado en la arquitectura moderna, lo ha llevado a ser quizás el arquitecto chileno reciente más conocido en el exterior. Se desempeña como decano de la Facultad de Arquitectura de la Universidad Diego Portales en Santiago de Chile. Ha realizado también conferencias en México, España, Estados Unidos, Francia, Italia, China, Turquía e Irlanda, entre otros.
Ha realizado proyectos en el Líbano, Argentina, Uruguay, España, China y la República Dominicana. Sus obras han sido publicadas en numerosas revistas internacionales de Arquitectura.

## Obras principales

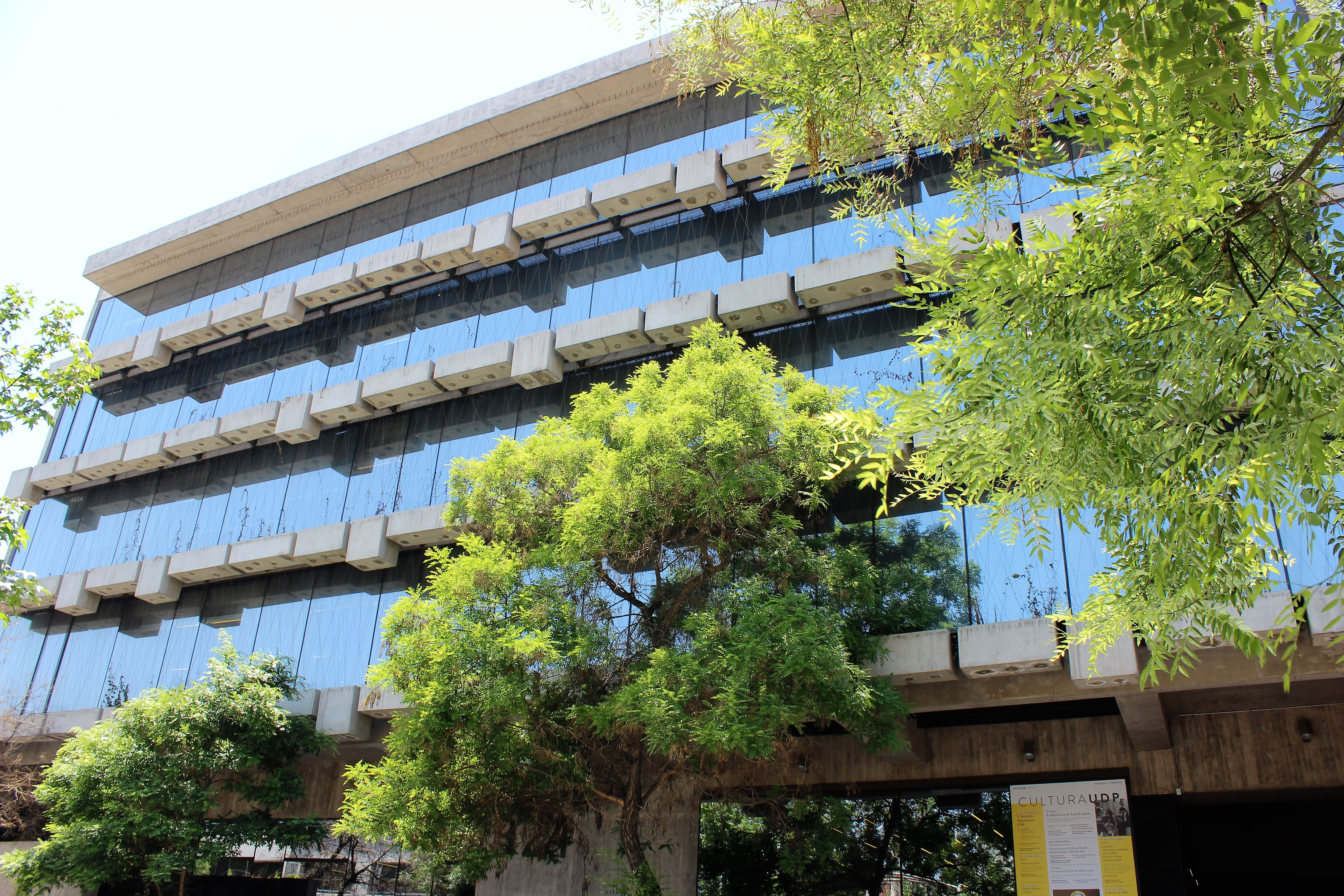
Biblioteca Nicanor Parra

- Casa Klotz, Playa Grande de Tongoy, Chile, 1991[4]
- Casa Müller, isla Grande de Chiloé, Chile
- Hotel Terrantai, San Pedro de Atacama, Chile, 1996
- Pizarras Ibéricas (sede comercial y oficinas), Huechuraba, Santiago, 1997
- Casa Ugarte, Maitencillo Sur, Chile, 1998
- Casa Reutter, Cachagua, Chile, 1999
- Viña Las Niñas, Santa Cruz, Chile, 1999-2000
- Colegio Altamira, Santiago, Chile, 2000
- Casa Ponce, Buenos Aires, Argentina, 2001-2003
- Facultad Ciencias de la Salud, Universidad Diego Portales (UDP), Santiago, 2003-2004
- Facultad de Economía, UDP, Santiago, 2004
- Casa Once Mujeres, Beranda, Zapallar, Chile, 2007
- Casa Raúl, Laguna de Aculeo, Chile, 2007
- Casa La Roca, José Ignacio, Punta del Este, Uruguay, 2008
- Casa Techos, Norte del lago Nahuel Huapi, Argentina, 2008
- Casa Bitran, Cantagua, Chile, 2009
- Casa Schnitzer, Cantagua, Chile, 2011
- Biblioteca Nicanor Parra, UDP, Santiago, 2012
- Club House, Arenas de Garzón, Uruguay, 2012
- Casa Valtocado, Mijas, España, 2012
- Estanque Membrillar (Estanque Essbio), Rancagua, Chile, 2012
- Hotel Palacio Astoreca, Valparaíso, Chile, 2012
- Hunter Douglas, Santiago, 2012
- Casa Perez Maggi, Santiago, 2013
- Edificio Seis, cerro San Luis (ladera sur), Santiago, 2014
- Gleim 52, Berlín, Alemania
- Casa Francisca, isla Coldita, archipiélago de Chiloé, Chile, 2015
- Casas Gemelas, Santiago, 2015-2017
- Casa Las Musas, José Ignacio, Punta del Este, Uruguay, 2018

## Deportista
Mathias Klotz perteneció a SKF-Calypso, que fue el primer equipo consolidado de skaters de Sudamérica. También estaba integrado por el patinetista Tony Sarroca —quien era su líder—, Tomás Morales, Rafael Aristía, Edmundo Lecaros, Sebastián Monckeberg, Carlos Salas y María Alejandra Salas entre otros.